# Karl August Möbius
Karl August Möbius (Eilenburg, 1825. február 7. – Berlin, 1908. április 26.) német zoológus és az ökológia tudományterületének egyik úttörője, a berlini természettudományi múzeum egyik igazgatója. Botanikai szakmunkákban nevének rövidítése: „K.Möbius”.

## Élete

### Korai évek
Möbius a szászországi Eilenburgban született. Szülei már négyéves korában beíratták elemi iskolába, 12 éves korában pedig az apja magasabb iskolába küldte, hogy tanárnak képeztesse magát. 1844-ben 19 évesen korengedménnyel tette le tanári vizsgáit, majd a Harz-hegység északnyugati szélén fekvő Seesenben kezdett tanítani. 1849-ben természettudományos és filozófiai tanulmányokat kezdett a berlini Humboldt Egyetemen. Diplomázása után zoológiát, növénytant, ásványtant, földrajzot, fizikát és kémiát tanított a hamburgi Gelehrtenschule des Johanneums gimnáziumban.

### Osztrigák és az ökológia
1863-ban ő nyitotta meg az első német tengeri akváriumot, Hamburgban. 1868-ban, kevéssel azután, hogy doktori címet szerzett a hallei egyetemen, a Kieli Egyetem zoológiai tanszékén kapott tanári katedrát, egyben ő lett az Állattani Múzeum igazgatója is. Kutatói érdeklődésének középpontjában a tengeri állatok voltak, és első átfogó zoológiai munkája, az 1865-ben és 1872-ben, két egymást követő kötetben megjelent Die Fauna der Kieler Bucht, amelyet a Kieli-öböl faunájáról írt, már ökológiai szempontokat is hangsúlyozott.
1868 és 1870 között Poroszország mezőgazdasági minisztériumától megbízást kapott arra, hogy végezzen kutatásokat a Kieli-öböl osztrigatelepeivel kapcsolatosan. Abban az időben ugyanis az osztrigákat még természetes élőhelyükről gyűjtötték, és csillagászati árakon árusították a legtehetősebb elit számára. A vasútvonalak kiépülésével egyre több lehetőség nyílt meg az ilyen árucikkek exportálására, és exponenciális növekedésnek indult az osztriga iránti igény is. A minisztérium épp ezért azzal is megbízta Möbiust, hogy derítsen fel további olyan osztrigalelőhelyeket, amelyek kiaknázhatók és ahonnan a luxusterméknek szolgáló állatok jól gyűjthetők. Möbius a kutatásai eredményeiből két, mérföldkőnek számító kiadványt jelentetett meg: az elsőt Über Austern- und Miesmuschelzucht und Hebung derselben an der norddeutschen Küste (magyarul Osztriga- és étkezési kagylógazdálkodás Németország északi partvidékén) címmel 1870-ben jelentette meg, a második pedig a Die Auster und die Austernwirtschaft (magyarul: Osztriga és osztriga-gazdálkodás), amelyben arra a következtetésre jutott, hogy jelentős mértékű osztriga tenyésztésére nem volt reális lehetőség Észak-Németországban. Fontosabb ennél, hogy ő volt az első, aki részletesen beszámolt a különböző élőlények közötti kölcsönhatásokról egy osztrigapad ökoszisztémájában, megalkotva a biocönőzis kifejezést is. Ez azóta kulcsfogalommá vált a szünbiológiában.
1888-ban Möbius a berlini természettudományi múzeum állattani gyűjteményeinek igazgatója lett, továbbá szisztematikai és biogeográfiai egyetemi tanárrá nevezték ki a Vilmos Császár Egyetemen. Egészen 1905-ig, 80 éves koráig tanított ott, amikor is visszavonult az oktatástól.

## Fordítás
- Ez a szócikk részben vagy egészben  a   Karl Möbius című angol Wikipédia-szócikk fordításán alapul.  Az eredeti cikk szerkesztőit annak laptörténete sorolja fel. Ez a jelzés csupán a megfogalmazás eredetét és a szerzői jogokat jelzi, nem szolgál a cikkben szereplő információk forrásmegjelöléseként.